# آبي دالتون
آبي دالتون (بالإنجليزية: Abby Dalton)‏ هي ممثلة أمريكية، ولدت في 15 أغسطس 1935 في الولايات المتحدة. بدأت مشوارها المهني سنة 1957.

## وصلات خارجية
- آبي دالتون على موقع IMDb (الإنجليزية)
- آبي دالتون على موقع روتن توميتوز (الإنجليزية)
- آبي دالتون على موقع ألو سيني (الفرنسية)
- آبي دالتون على موقع أول موفي (الإنجليزية)
- آبي دالتون على موقع إن إن دي بي (الإنجليزية)
- آبي دالتون على موقع قاعدة بيانات الفيلم (الإنجليزية)
- آبي دالتون على موقع كينوبويسك (الروسية)